# Huflattich
Der Huflattich (Tussilago farfara) ist die einzige Pflanzenart der Gattung Tussilago aus der Familie der Korbblütler (Asteraceae). Er gehört jedoch nicht zur Gattung der echten Lattiche (Lactuca). Der Name -lattich geht auf das lateinische lapaticum zurück, mit dem man ursprünglich verschiedene großblättrige Pflanzen bezeichnete und das sich über laptica und lattica zu Lattich wandelte. Huflattich gehört zu den ersten Frühjahrsblumen, deren Blüten vor der Entwicklung der Laubblätter erscheinen. 1994 war er in Deutschland die Heilpflanze des Jahres und ist auch bekannt als Breit-, Brust- oder Eselslattich, Latten, Lette, Ackerlatsche, Wanderers Klopapier, Kuhfladen, Esels- oder Rosshuf (lateinisch Ungula caballina, auch Farfara), Eselstappe, Fohlenfuß, Hufblatt und Zieglerblume.

## Beschreibung

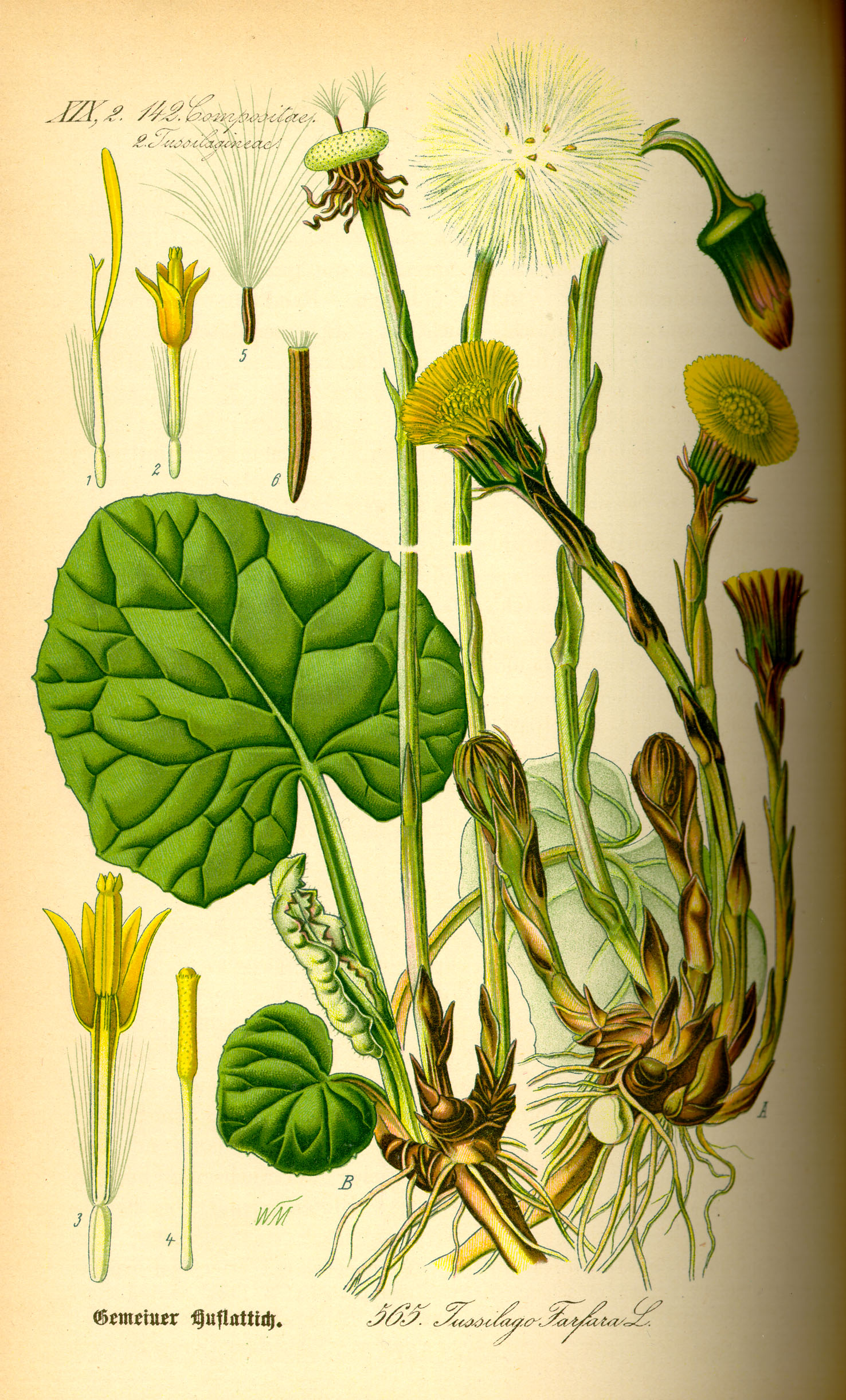
Illustration

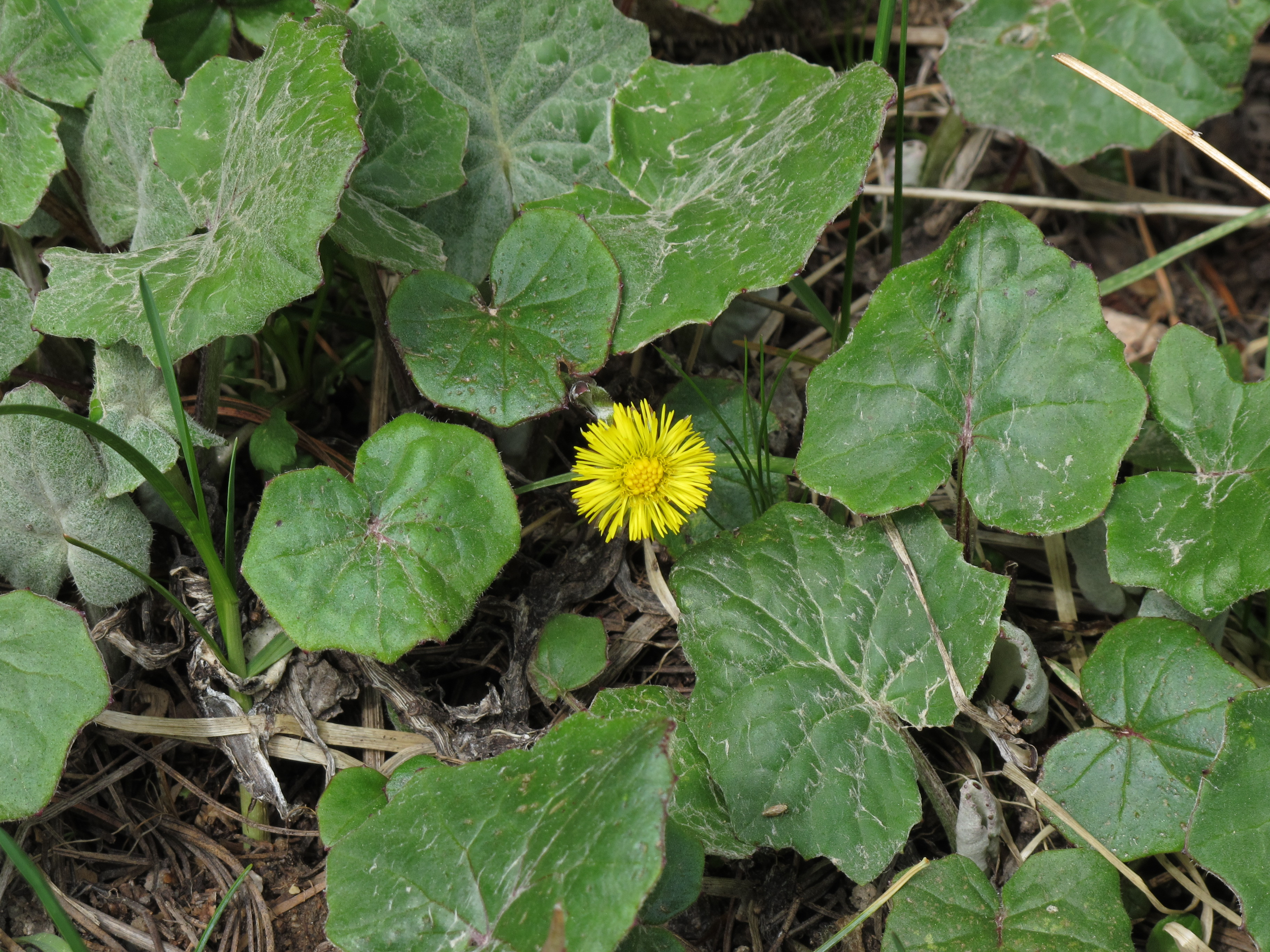
Blätter des Huflattich und einzelnes verspätetes Blütenköpfchen

### Vegetative Merkmale
Der Huflattich wächst als ausdauernde (perennierende) krautige Pflanze und erreicht Wuchshöhen von 10 bis 30 Zentimetern. Die langgestielten und grundständigen Laubblätter erreichen etwa 10 bis 20 Zentimeter Breite. Sie sind gezähnt und herz- oder hufförmig. Durch die weißfilzige Blattunterseite ist das stark-nervige Adernetz nicht deutlich sichtbar. Anfangs ist auch die Blattoberseite weißwollig-filzig, verkahlt aber rasch. Die Blätter, deren leicht bitterer Geschmack zusammenziehend wirkt, haben einen schwachen Geruch.

### Generative Merkmale
Die Blütezeit reicht von Februar bis Mai; im Gebirge (selten auch in tieferen Lagen ein 2. Mal) im August. Zeitig im Frühjahr erscheinen zunächst nur die korbförmigen Blütenstände, die etwa 300 weibliche gelbe Zungenblüten und 30 bis 40 männliche gelbe Röhrenblüten enthalten. Die Zungenblüten stehen mehrreihig, sind etwas länger als die Hülle und kaum 0,5 Millimeter breit. Erst nach deren Verblühen folgen die Blätter. Zur Blütezeit sind die Stängel lediglich mit braunen oder rötlichen, behaarten Schuppenblättern dicht besetzt. Verblühte Stängel strecken sich beträchtlich und sind bis kurz vor der Reife der „Samen“ deutlich überhängend nickend, danach aufrecht. Dies begünstigt die Ausbreitung durch Luftbewegungen (Anemochorie). Die Blüten duften schwach honigartig und schmecken ähnlich wie die Blätter, jedoch etwas süßer. Die zahlreichen Hüllblätter des Blütenkorbs sind lineal-länglich, stehen einreihig, sind grün und mehr oder weniger rot überlaufen.
Die Achänen sind 3 bis 11 Millimeter lang, länglich walzenförmig, kahl, gestielt; ihr Pappus ist mehrreihig und besteht aus langen seidig-glänzenden Haaren, die drei- bis viermal so lang sind wie die Achäne.
Die Chromosomenzahl beträgt 2n = 60.

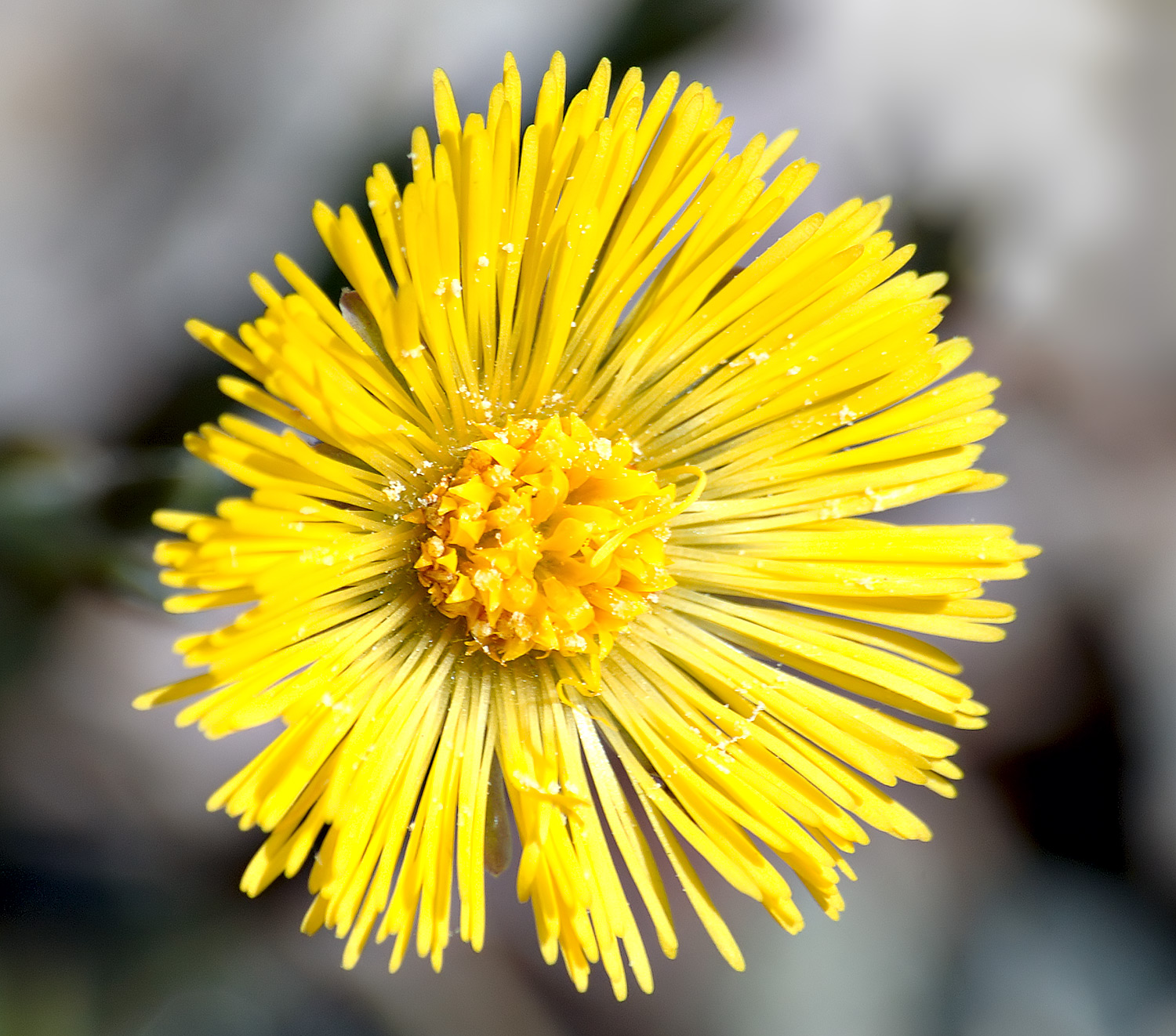
Blütenkorb
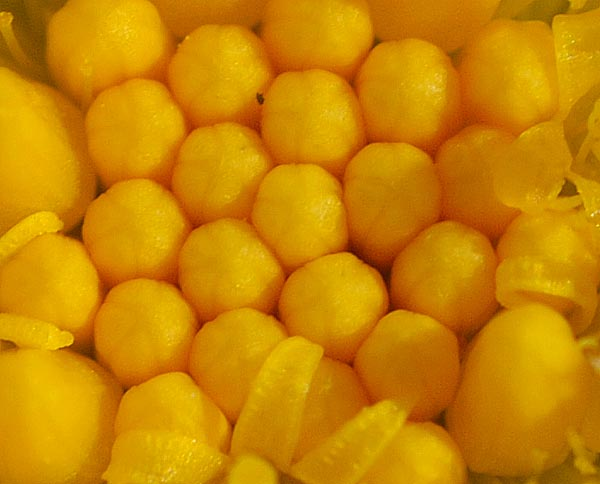
Zentrum des Blütenkorbes
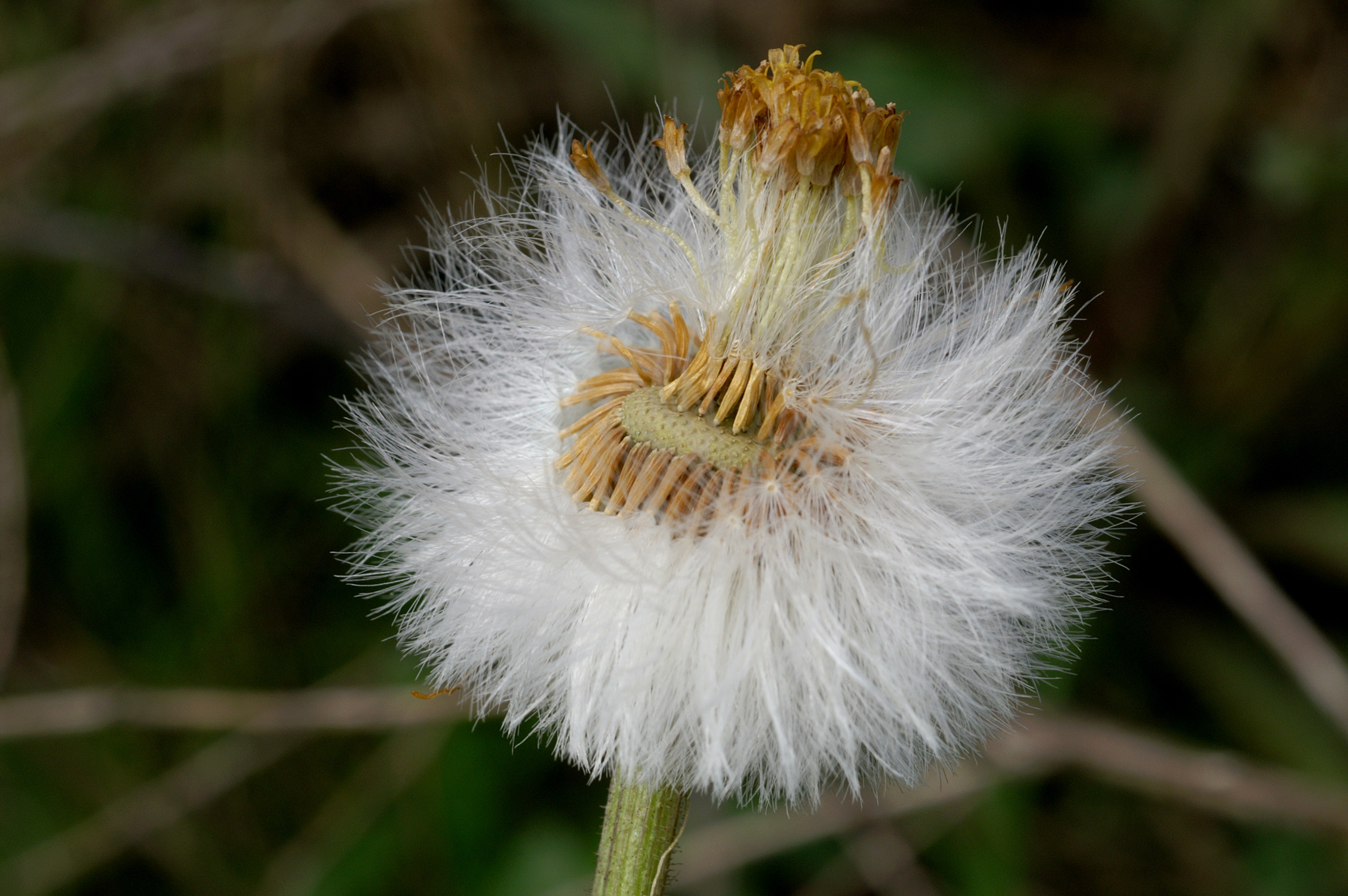
Fruchtstand
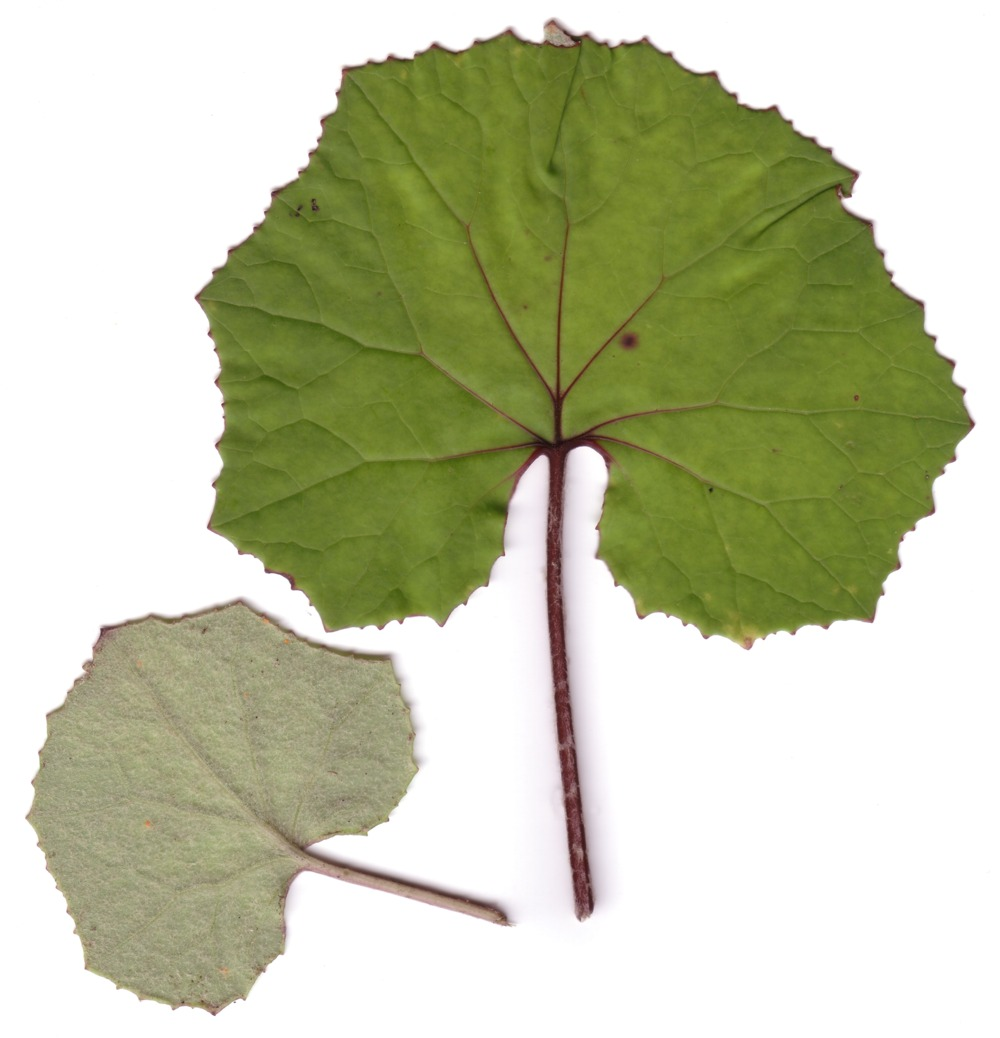
Laubblätter
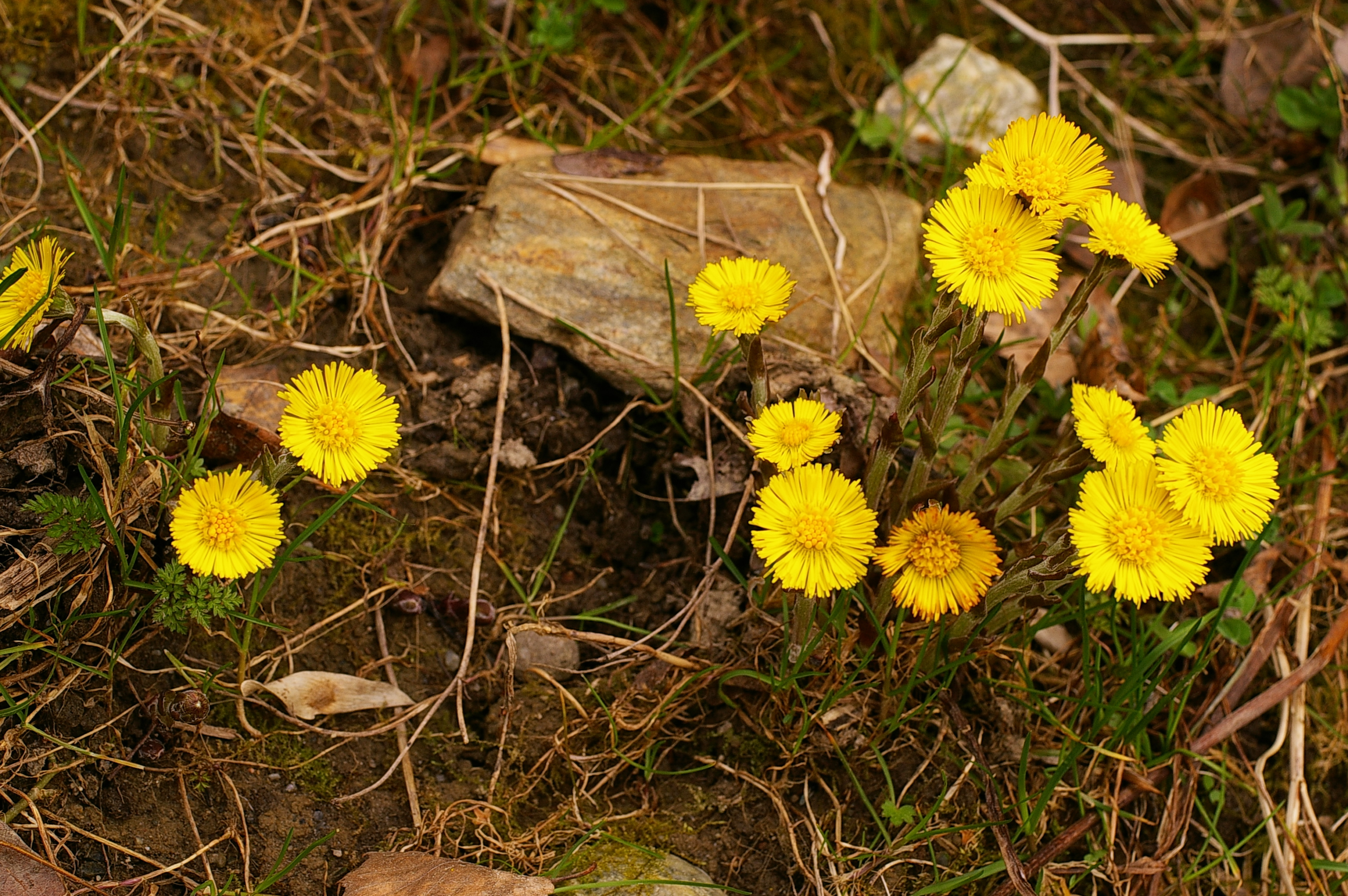
Gruppe blühender Pflanzen
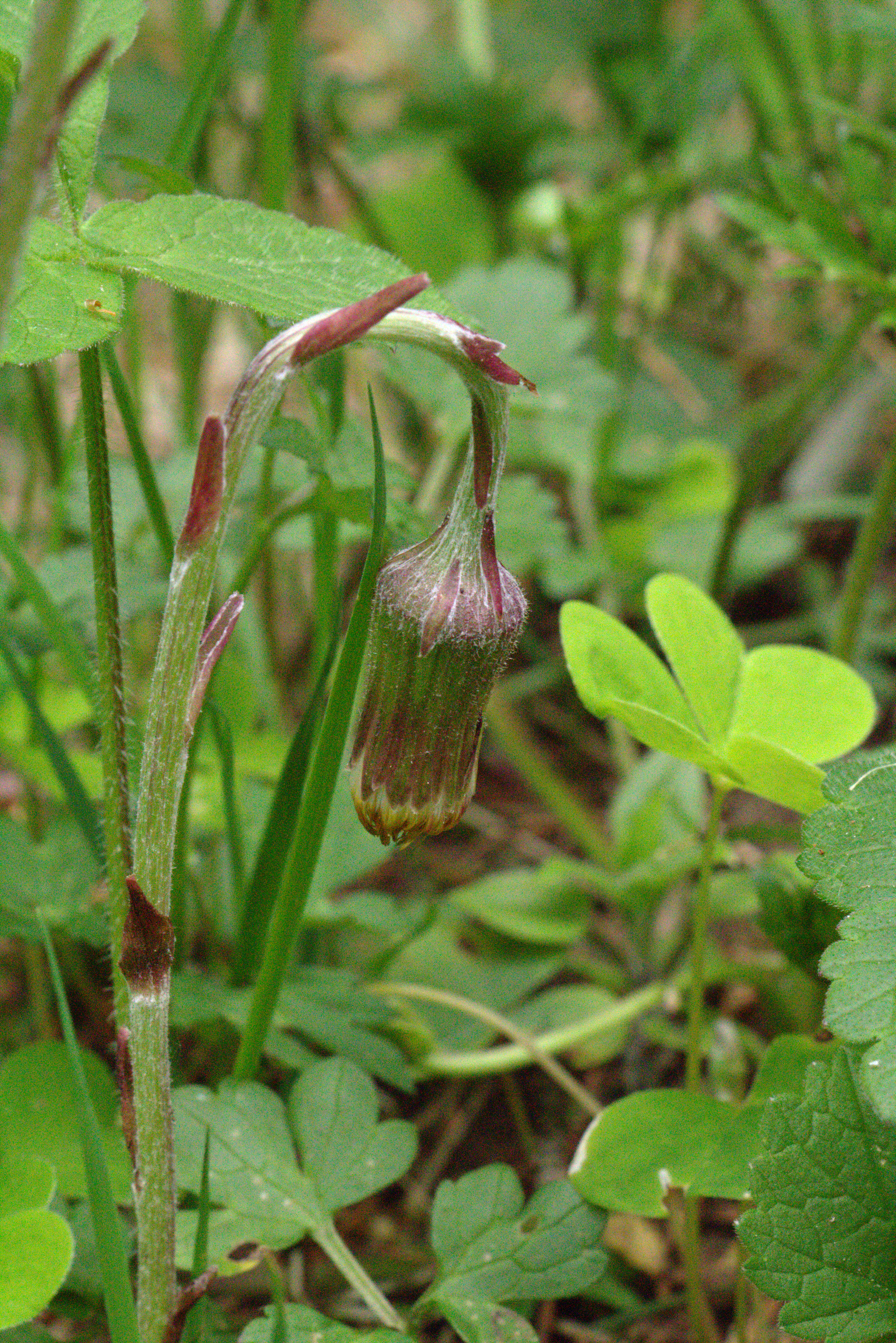
Blütenkopf nach dem Verblühen im mehrtägigen nickenden Stadium
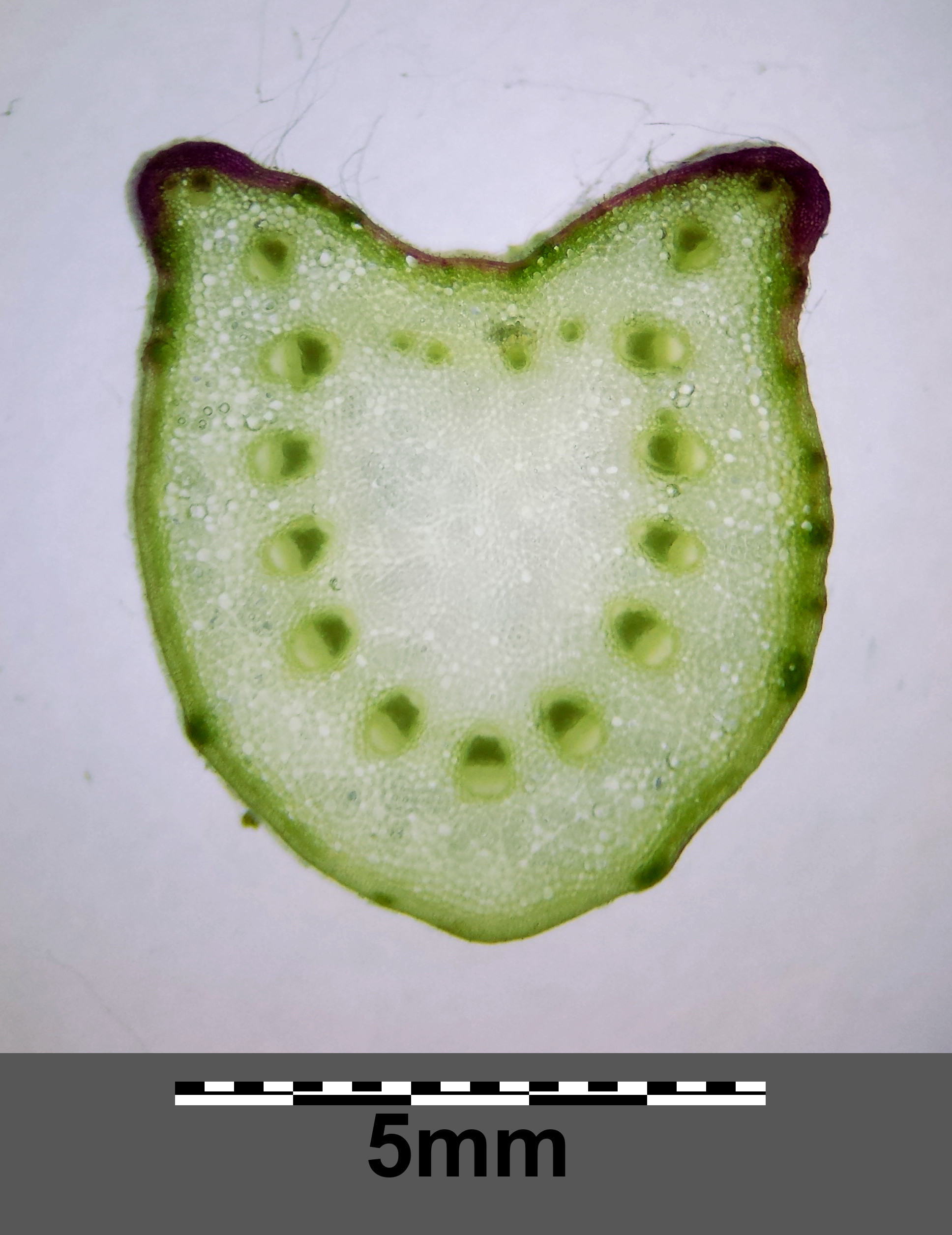
Querschnitt durch einen Laubblattstängel mit U-förmig angeordneten Leitbündeln
Pollenkorn, gefärbt

### Verwechslungsmöglichkeiten
Die Blätter des Huflattichs sind leicht mit den sehr ähnlichen Blättern der Weißen Pestwurz (Petasites albus, synonym: Tussilago alba) zu verwechseln. Die Huflattichblätter sind jedoch im Allgemeinen kleiner als die der Weißen Pestwurz und haben schwarze Blattrandzähne. Bei der Pestwurz sind die Leitbündel im Querschnitt des Blattstiels unregelmäßig und nicht U-förmig angeordnet wie beim Huflattich.

## Ökologie
Der Huflattich treibt aus einem Rhizom mit kriechenden, bis zu 2 Meter langen unterirdischen Ausläufern. Die Huflattichwurzeln reichen bis in 60 bis 80 Zentimeter, selten bis 250 Zentimetern Tiefe.
Die Blütezeit erstreckt sich von Februar bis April. Der Huflattich gehört somit zu den ersten Frühjahrsblumen und wird von Bienen, Käfern und Schwebfliegen bestäubt. Auch Selbstbestäubung kommt vor. Die Samenausbreitung erfolgt (wie beim Gewöhnlichen Löwenzahn) durch Schirmflieger über den Wind. Auch über Klettausbreitung und Ameisen werden die Samen weitergetragen. Jedes Köpfchen entwickelt im Durchschnitt 130 reife Achänen.
Der Huflattich dient mehreren in ihrem Bestand gefährdeten Schmetterlingsarten als Futterpflanze, darunter den Raupen des Alpen-Würfeldickkopffalters (Pyrgus cacaliae), der Großen Bodeneule (Rhyacia lucipeta) und der Gelblichen Alpen-Erdeule (Xestia ochreago). Larven der Fliege Acidia cognata minieren in den Blättern von Huflattich und Pestwurzen.
Der Huflattich wird von den Rostpilzen Puccinia poarum var. poarum (mit Spermogonien und Aecien) und Coleosporium tussilaginis (mit Uredien und Telien)  befallen. Er ist auch eine Wirtspflanze der Pestwurz-Sommerwurz (Orobanche flava).

## Vorkommen

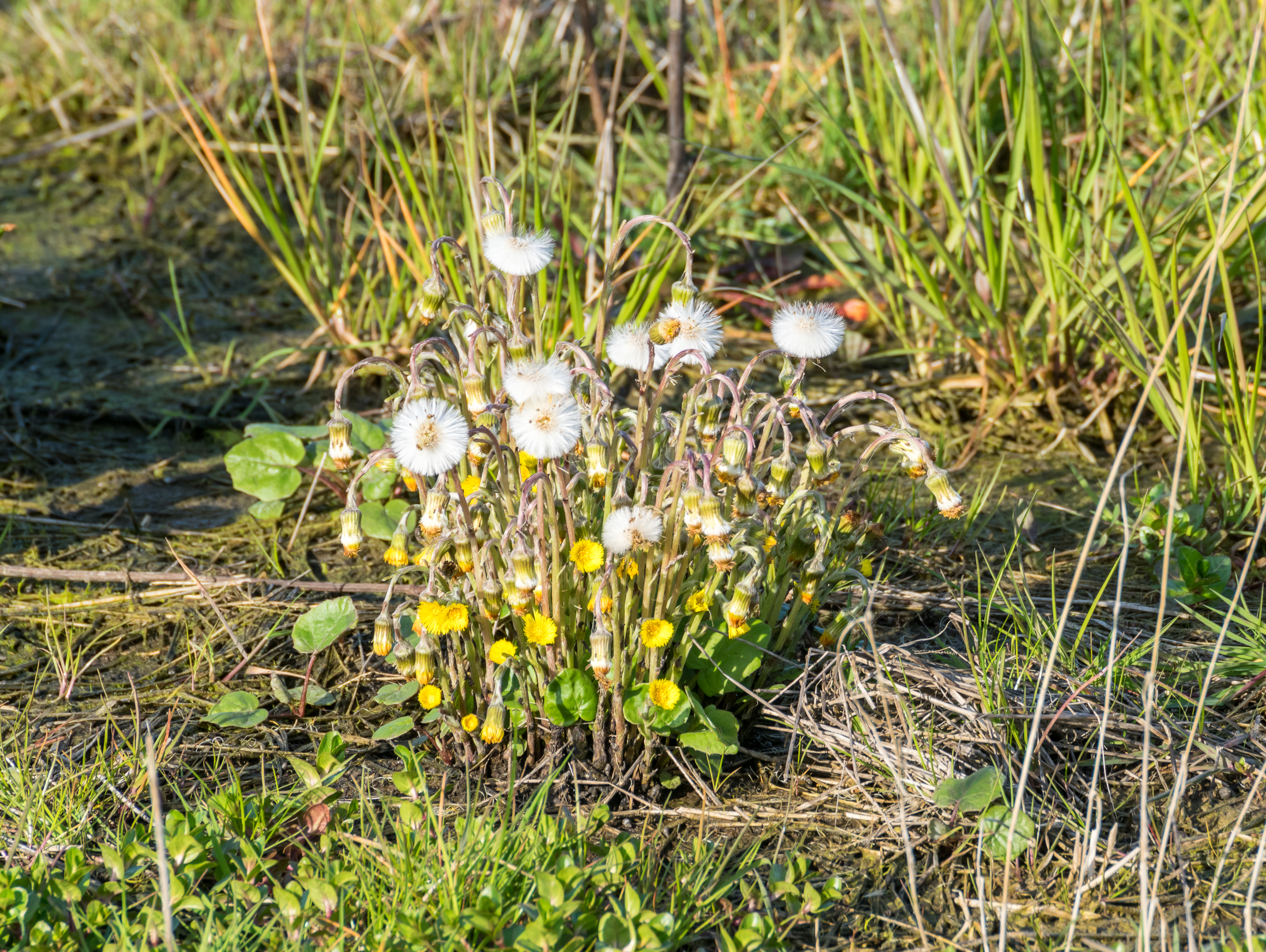
Huflattich blühend und fruchtend

Der Huflattich ist in Europa, Nord-Afrika und in Asien heimisch. In Nordamerika gilt er als eingebürgert (invasive Pflanze).
Er besiedelt wechselfeuchte oder mäßig feuchte helle Standorte und scheut saure Böden. Im Gebirge kommt er bis in Höhenlagen von etwa 2300 Metern vor. In den Allgäuer Alpen steigt er am Hochrappenkopf in Bayern bis zu 2115 m Meereshöhe auf. Bei Bormio erreicht er sogar die Höhenlage von 2400 Meter, in Tirol am Scarljoch 2500 Meter und in Graubünden im Val del Fain 2640 Meter.
Die ökologischen Zeigerwerte nach Landolt et al. 2010 sind in der Schweiz: Feuchtezahl F = 3+ (feucht), Lichtzahl L = 4 (hell), Reaktionszahl R = 4 (neutral bis basisch), Temperaturzahl T = 3 (montan), Nährstoffzahl N = 3 (mäßig nährstoffarm bis mäßig nährstoffreich), Kontinentalitätszahl K = 3 (subozeanisch bis subkontinental).
Huflattich ist nach Gerhard Madaus’ Lehrbuch der biologischen Heilmittel von 1938 die einzige Pflanzenart, die selbst auf reiner Braunkohle gedeihen kann. Des Weiteren gilt er als Zeigerpflanze für staunasse Bereiche.

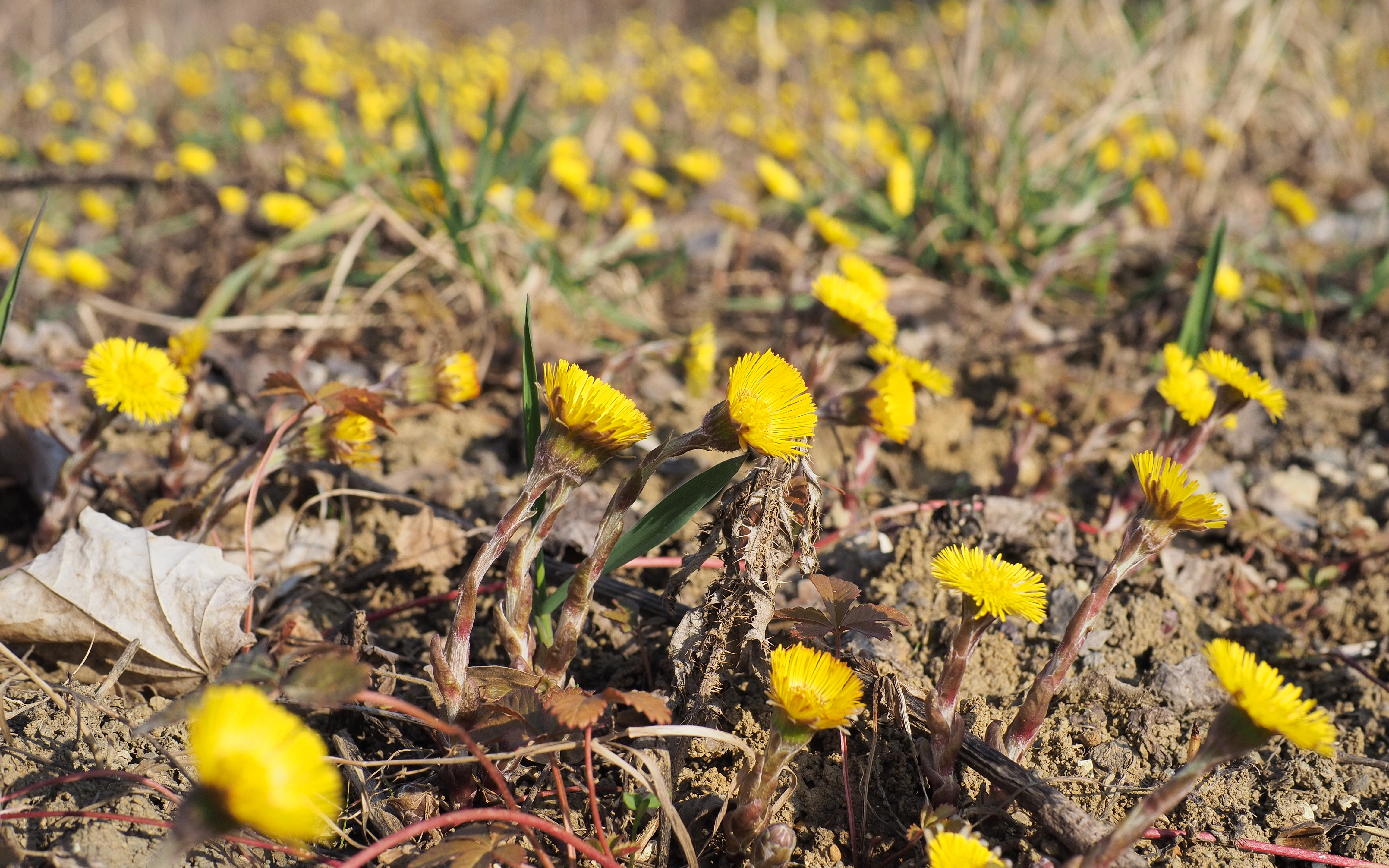
Huflattichrasen auf einer Brachfläche

Unter bestimmten Bedingungen kann der Huflattich zur alles beherrschenden Charakterart einer besonderen Pflanzengesellschaft werden, der Huflattichflur (Poo-Tussilaginetum Tx. 1931). Diese wird dem Verband der halbruderalen Halbtrockenrasen (Convolvulo-Agropyrion) untergeordnet. Von Natur aus eine Pionierpflanze auf mindestens wechselfeuchten, lehmigen oder tonigen Rohböden, findet der Huflattich durch menschliches Zutun zum Beispiel an Straßenböschungen, Sandgruben, Baustellen, Erdablagerungen und Steinbrüchen manchmal Bedingungen, die zu Massenbeständen führen. Im Sommer wachsen hier vor allem Rispengräser (Poa). Da die Huflattichflur meist als Folge der Tätigkeit des Menschen entsteht, wird sie in der Regel bald von anderen Pflanzengesellschaften verdrängt. Nur an natürlichen Standorten wie Bach- und Flussufern bleibt sie länger stabil.
Nach dem Ende des Zweiten Weltkriegs war der Huflattich auf den Trümmern der Städte (z. B. in Stuttgart und anderswo) die vorherrschende Pflanze in der zweiten Besiedlungswelle nach der Welle der Einjährigen.

## Systematik
Die Erstveröffentlichung von Tussilago farfara erfolgte 1753 durch Carl von Linné in Species Plantarum, Tomus II, S. 865. Tussilago farfara ist die einzige Art der Gattung Tussilago. Die Gattung Tussilago gehört zur Tribus Senecioneae in der Unterfamilie Asteroideae innerhalb der Familie Asteraceae.

## Etymologie
Der heutige Gattungsname Tussilago ist erstmals in der Naturalis historia (26, 30) des Plinius belegt und eine Ableitung von lateinisch tussis „Husten“ mit dem auch bei anderen Pflanzennamen vorkommenden Suffix -(il)āgo.
Das Art-Epitheton farfara ist aus dem Lateinischen entlehnt (Plautus fragmentum inc. 50 farfari, Poenulus 478 farferi, Plin. Nat. hist. 24, 135 farfarum ‚Huflattich‘), der weitere Ursprung ist unklar; wahrscheinlich daraus umgebildet ist farfugium (Plin. Nat. hist. 1, 24, 85 farfugio), das als Zusammensetzung aus far ‚Getreide, Mehl‘ und fugio ‚fliehen‘ bzw. fugo ‚in die Flucht schlagen‘ erscheint und daher als ‚Getreidescheuche‘ gedeutet wird. Der deutsche Name bezieht sich, wie die alte lateinische Bezeichnung ungula caballina (Pferdehuf), auf die hufförmige Gestalt der Blätter. Ein lateinischer Name der Pflanze ist auch Bechium (von griechisch βήχιον; vgl. altgriechisch βήξ, βηχός „Husten“).
Der Huflattich gehört nicht zur Gattung der echten Lattiche (Lactuca), deren Name vom hohen Gehalt dieser Pflanzen an Milchsaft (lateinisch lac „Milch“) herrührt. Der Name -lattich geht auf das lateinische lapaticum (auch lappacium) zurück, mit dem man ursprünglich verschiedene großblättrige Pflanzen bezeichnete und das sich über laptica und lattica zu Lattich wandelte. Huflattich wurde im Mittelalter auch als Lappacium rotundum und Bardana maior  bezeichnet.

## Inhaltsstoffe und Verwendung

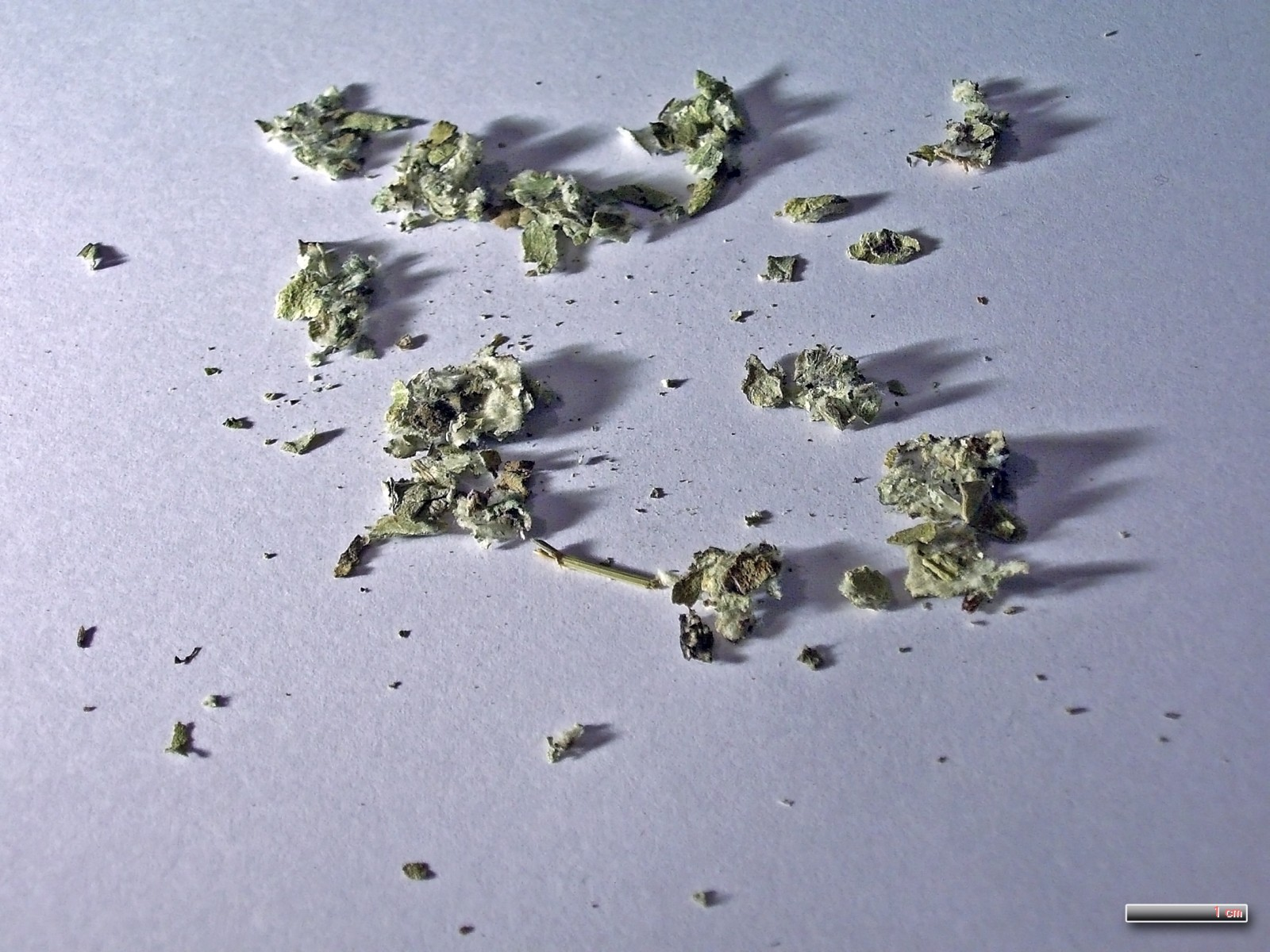
Huflattich als – inzwischen obsolete – Blattdroge (Farfarae folium)

Inhaltsstoffe sind unter anderem Polysaccharide, Schleimstoffe, Sterole, Bitterstoffe und Gerbstoffe.
Der Huflattich gilt als bedeutsame Heilpflanze bei Hustenreiz und wirkt schleimlösend als Muzilaginosum. Arzneilich wirksamster Teil sind die Blätter (Droge: Farfarae folium). Der Huflattich gehört zu den ältesten Hustenmitteln. Schon Dioskurides, Plinius und Galenos empfehlen den Rauch der angezündeten Blätter gegen Husten. Auch Hildegard von Bingen weist auf die Heilkraft des Huflattichs bei Erkrankung der Atmungsorgane hin. Die Kommission E des ehemaligen Bundesgesundheitsamtes sah eine Wirksamkeit von Huflattichblättern gegeben bei „akuten Katarrhen der Luftwege mit Husten und Heiserkeit“ sowie „akuten, leichten Entzündungen der Mund- und Rachenschleimhaut“, was die Zulassung als Arzneimittel in Deutschland begründete. Zubereitungen aus Huflattichblättern und -blüten enthalten mutagene und potentiell karzinogene Pyrrolizidinalkaloide (PA). Nach aktuellem Erkenntnisstand dürfen Huflattichblätter-haltige Arzneimittel – egal in welcher Darreichungsform – einen Grenzwert von 1 μg PA pro maximal deklarierter Tagesdosis nicht überschreiten. Der in der Kommission E-Monographie genannte Grenzwert von 10 μg PA ist damit nicht mehr gültig. Dies bedeutet, dass nur geprüfte Heilpflanzendrogen aus kontrollierten Kulturen mit reduziertem PA-Gehalt angewendet werden sollten. Im Fall von Huflattich wurden PA-freie Sorten herausselektioniert, was die Herstellung von Huflattich-Arzneimitteln prinzipiell wieder erlaubt; die Pflanze findet jedoch derzeit keine Verwendung in der Medizin. Auch in Präparaten der Paramedizin ist kein Bestandteil der Tussilago farfara nachweisbar.
Die großen Blätter des Huflattichs sind unterseits weich behaart und werden daher von Naturfreunden auch als Toilettenpapier benutzt.